# Дивне (Білогірський район)
Ди́вне (до 1948 року — Мирзако́й; крим. Mırzaköy) — село в Україні, у Білогірському районі Автономної Республіки Крим. Підпорядковане Муромській сільській раді.

## Населення
Згідно з переписом УРСР 1989 року чисельність наявного населення села становила 24 особи, з яких 12 чоловіків та 12 жінок.
За переписом населення України 2001 року в селі мешкало 29 осіб.

### Мова
Розподіл населення за рідною мовою за даними перепису 2001 року:
| Мова              | Відсоток |
| ----------------- | -------- |
| кримськотатарська | 86,21 %  |
| російська         | 13,79 %  |